# Трупа „Балкански“
Група „Балкански“ е циркова трупа, създадена през 1980 г. в София, България от Александър Балкански.
Трупата изпълнява предимно акробатични номера, перш, копф-трапец, „Колелото на смъртта“, „Глобусът на смъртта“ и др.
Гастролира на сцените на циркове в България, Дания, Швейцария, Гърция, Италия, Германия, САЩ и др. Лауреат е на множество международни награди. През 1983 г. печели „Сребърен клоун“ от цирковия фестивал в Монте Карло.
Трупата влиза в „Книгата за рекорди на Гинес“ с няколко акробатични номера:
- тройно салто на кварта и двойно салто с 2 пируета на кварта;
- тройно салто на четворна колона.

През 1982 г. Николай Балкански е вписан в книгата с рекорди с двойно салто на 1 и на 2 кокили.
Понастоящем трупата се изявява предимно в програмата на цирк „Балкански“. Коронният им номер „Колелото на смъртта“ се изпълнява първоначално от братята Николай и Александър Балкански-син, а впоследствие Александър е заменен от Велизара, съпругата на Николай.
За Трупа „Балкански“ е документалният филм „Колелото Балкански“ (2017), реж. Илия Костов.